# Bianca Matte
Pour les articles homonymes, voir Matte.
Bianca Matte, née à Boa Vista (Roraima) le 13 octobre 1990, est une reine de beauté brésilienne et détentrice des titres de Miss Roraima 2013 et Miss Brésil Tourisme 2014.
Bianca a représenté l'État de Roraima à Miss Brasil 2013, gagnante de Miss Tourism Brazil Universe 2014 et 2e finaliste à Miss Tourism Universe 2014, lorsqu'elle a remporté le prix du meilleur costume de la nuit.

## Biographie
Bianca Matte est un mannequin brésilien.
Elle a travaillé comme mannequin en Chine et en Turquie entre 2010 et 2013.
Elle a commencé à participer à des concours de beauté en 2013, lorsqu'elle a remporté Miss Roraima 2013. Quelques mois plus tard, elle a représenté son État à Miss Brasil 2013.
Le 21 novembre 2014, elle a participé à Miss Tourism Universe, un concours de beauté qui s'est déroulé à Beyrouth, au Liban, et elle a été la 2e finaliste parmi 27 autres candidates. La gagnante de Miss Tourisme Univers 2014 était la Vénézuélienne Ninoska Vásquez.